# Helmut Lehmann
Helmut Lehmann, né le 1er décembre 1882 à Berlin et mort le 9 février 1959 dans la même ville, est un homme politique allemand du SPD puis du SED.

## Biographie
Lehmann adhère au Parti social-démocrate d'Allemagne (SPD) en 1903. De 1914 à 1933, il est président exécutif de la principale association des caisses d'assurance-maladie allemandes. Sous le Troisième Reich, il est emprisonné à plusieurs reprises. En 1945, il est membre du comité central du SPD à Berlin. Aux élections régionales de 1946, il est élu au parlement de l'État de Thuringe sous l'étiquette du SED, le futur parti dirigeant de la RDA. De 1949 à 1950, il est membre du Politburo du comité exécutif du parti du SED, et de 1950 à 1959, il est à la tête de la sécurité sociale de la RDA.
Il reçoit l'Ordre Karl Marx en 1953, et en 1957 l'ordre patriotique du Mérite en or. Après sa mort, il est inhumé au mémorial des socialistes du cimetière central Friedrichsfelde à Berlin-Lichtenberg.
Diverses institutions de la RDA portent son nom, comme un sanatorium FDGB au Château de Rheinsberg, et une maison de vacances FDGB à Johanngeorgenstadt. La Poste de la RDA a émis un timbre-poste spécial en son honneur en 1982.